# Venenos animales

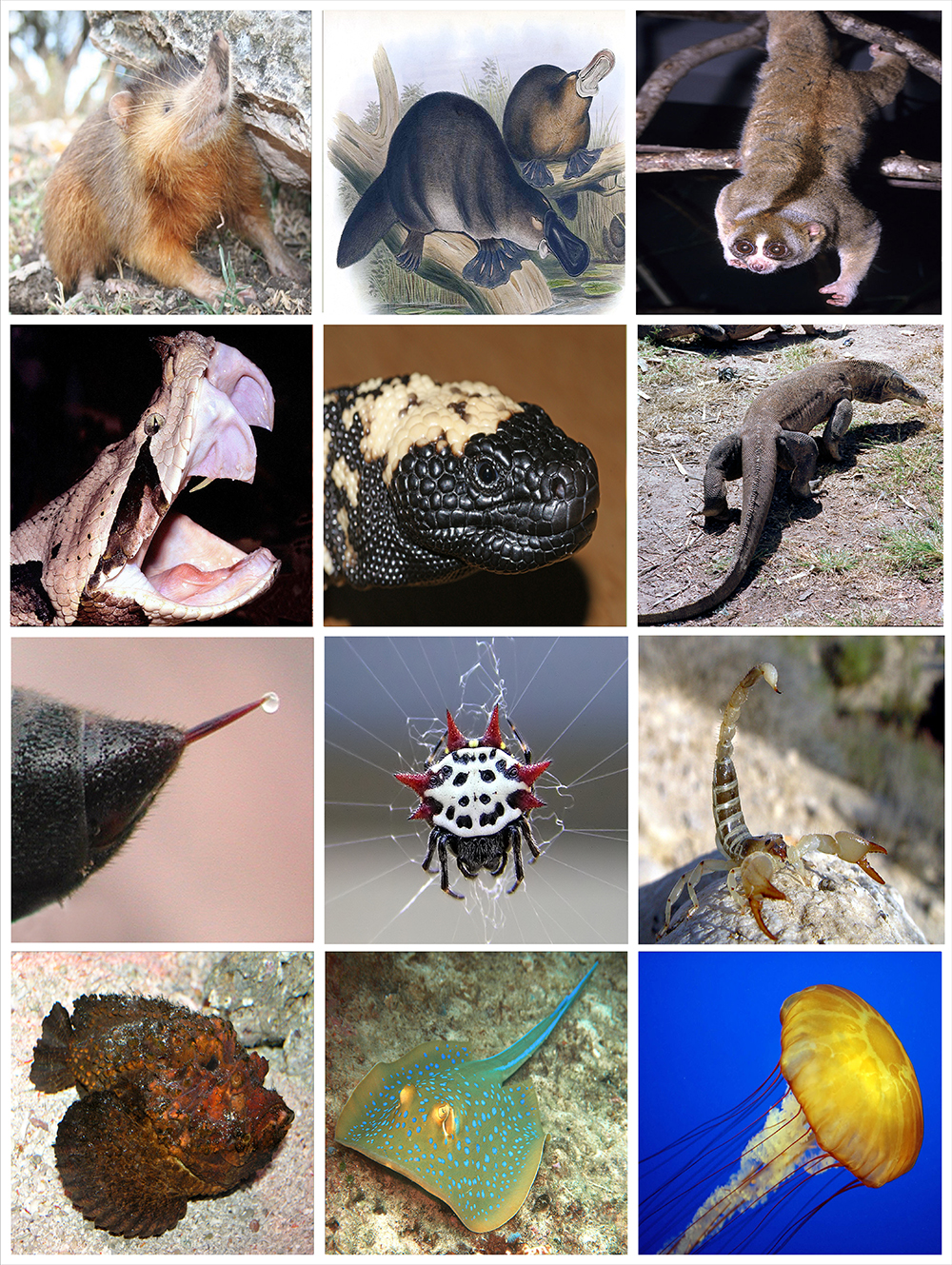
Algunos animales venenosos

Se denominan venenos de animales las sustancias tóxicas producidas por animales.
La capacidad de formación de sustancias tóxicas que poseen los animales es muy reducida y por ello los tipos de venenos animales existentes en la naturaleza son poco numerosos. La capacidad de segregar sustancias tóxicas puede constituir una poderosa arma ofensiva, en cuyo caso la ponzoña es segregada generalmente por glándulas que se hallan en conexión con los dientes (vertebrados) o con las piezas bucales (artrópodos). En otras especies, por el contrario, el veneno tiene una misión defensiva; en este caso, la sustancia tóxica segregada se pone en contacto con espinas y otros dispositivos que de forma pasiva protegen a la presunta víctima. Igualmente, el veneno puede almacenarse en los propios tejidos del animal, con lo cual su carne o su sangre resulta tóxica y es temida o despreciada, según el caso, por sus enemigos.

## Animales venenosos
Es interesante reseñar la distribución en la serie animal de las especies ponzoñosas, pues desde un punto de vista filogenético parece un carácter más bien primitivo, de forma que se halla ausente en los grupos más evolucionados.

### Vertebrados
En los vertebrados inferiores se hallan representados con esta propiedad los grupos de los peces, anfibios y reptiles. En las aves, solamente se conocen a Ifrita kowaldi y algunas especies del género Pitohui, y en los mamíferos únicamente tiene esta facultad el Ornithorhynchus anatinus perteneciente al grupo de los monotremas, que es el más primitivo de los mamíferos.
- En el grupo de los reptiles destacan en este aspecto los ofidios (serpientes), en los que se da una cierta variedad de sustancias venenosas y de toxicidad muy elevada entre las especies de clima desértico y tropical, como la Naja, Crotalus, etc. Existen algunas  tortugas que poseen saliva venenosa. Entre los lagartos existen varios casos: el género Heloderma, con sus dos especies, Heloderma horridum y Heloderma suspectum; y recientes investigaciones han demostrado que al menos dos especies del género Varanus, el varano arborícola (Varanus varius) y el dragón de Komodo (Varanus komodoensis) poseen glándulas ponzoñosas a lo largo de su línea mandibular que, al darse una mordedura, inoculan una serie de toxinas de efecto anticoagulante (así como una gran cantidad de bacterias, haciendo la sepsis una consecuencia común de dicha mordedura). Observando la mandíbula de la especie extinta megalania (Varanus prisca), se puede predecir que los forámenes mandibulares sobre los dientes albergaban una glándula similar a la que poseen las especies modernas.

- En los anfibios es bastante frecuente la existencia de glándulas que segregan un mucus viscoso y tóxico, depositado en la piel, o en ocasiones son las glándulas paratiroides las que vierten el tóxico en la cavidad bucal. En general, los géneros Salamandra, Triturus (tritones) y Bufo (sapos) poseen tales formaciones.

- En los peces es donde existe mayor variedad de animales venenosos. La mayoría de ellos presentan pequeñas glándulas que están conectadas con algún radio de las aletas dorsal o caudal, o en conexión con espinas situadas en la cabeza o en el opérculo. Su presencia no excluye el hecho de constituir un pez comestible e incluso de primera calidad, como ocurre con representantes del género Scorpaena, entre otros. Los peces venenosos con dispositivo para producir la picadura se agrupan en las familias de los Triglidae (como el Cottus scorpius) y las especies del género Scorpaena, Trachinidae (como el Trachinus draco, relativamente frecuente en las playas de la península ibérica, y Gobiidae (como el Callionymus). En los Tetraodontiformes, especies exóticas como Diodon, Tetraodon, Sphaerondes, son los responsables de las intoxicaciones más graves por ingestión. Otras especies también presentan su toxicidad en la sangre como la anguila, la lamprea marina y la morena del Mediterráneo (Muraena helena); esta última especie, así como la mayoría de representantes de la familia Muraenidae tienen la característica de ser especies venenosas por su mordedura.

### Invertebrados

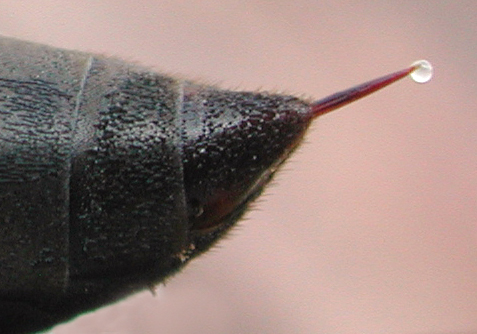
Aguijón de avispa con gota de veneno.

Dado el número de especies de invertebrados que existen, la proporción de las venenosas resulta aún más pequeña. Así, en los moluscos, solamente puede citarse a los gasterópodos del género Murex (M. brandaris y M. trunculus), en los cuales las glándulas productoras de la púrpura segregan también un activo veneno, y los Conus, algunos mortales.
- En los artrópodos, especialmente dentro de los arácnidos y miriápodos, es donde se presenta un mayor número de especies venenosas y con un elevado grado de toxicidad. En las arañas, debe citarse el género de la Europa meridional, Latrodectus, que con el escorpión (Buthus occitanus) y la escolopendra (Scolopendra morsitans) son las especies comunes más peligrosas.
- En los insectos es poco frecuente la secreción de ponzoña, pero en cambio es abundante la producción de secreciones ácidas e irritantes. Los himenópteros del grupo Aculeata son el único grupo que presenta especies con glándulas venenosas, justamente con dispositivos de inoculación; son ejemplos de ellas las abejas, (Apis mellifera), (Xylocopa, Bombus) las avispas (Vespa) y otras.
- De los restantes grupos de invertebrados, sólo debe citarse a algunos equinodermos y celentéreos que producen irritación por contacto y pueden también resultar tóxicos por ingestión.

## Clases de venenos
Desde el punto de vista químico, así como atendiendo al mecanismo de acción, pueden hacerse varias clasificaciones de los venenos animales conocidos. Uno de los primeramente referidos es la tetradotoxina, citado por Tahara en 1910; constituye el compuesto responsable de la toxicidad por ingestión de los peces tetraodontiformes. Su fórmula general es: C11H17N3O8. Su toxicidad depende del tejido ingerido -el hígado y los ovarios son los órganos donde alcanza una mayor concentración- y resulta letal en un porcentaje muy elevado de intoxicaciones. Ha sido hallada también en la piel, el músculo y la sangre de algunos caudados (Fuhrman, 1962). Su acción afecta a la conducción del impulso nervioso y a la contracción muscular. En el bloqueo del nervio es 150.000 veces más efectiva que la cocaína, por lo cual podría usarse como anestésico local, pero se difunde por todo el organismo, resultando muy peligroso.
Aparte de esta toxina, existen otras en los peces y, en general, debe indicarse que la toxicidad de una especie puede deberse a tres causas: 1) por toxicidad intrínseca, como acontece en los Tetraodontidae; 2) por putrefacción bacteriana, lo cual puede afectar a cualquier tipo de pescado; y 3) por toxicidad adquirida al poseer ciertos microorganismos (dinoflagelados que producen v. como la saxitoxina).
En general, los venenos de los peces están emparentados desde un punto de vista químico con los glucósidos saponínicos. Las ponzoñas de los anfibios, con excepción de las especies que poseen tetrodontoxina, son sustancias de naturaleza esteroidea, como las bufotoxinas. En los sapos existe otro tipo de sustancias venenosas, como la bufotenina, derivado metilado de la serotonina. La propia serotonina se encuentra en el veneno del escorpión y en los de otros animales.
El veneno de las serpientes (por ejemplo, cobra, víbora, serpiente de cascabel) contiene, en general, toxinas proteicas, de tipo enzimático (lipasas y proteasas), juntamente con otras sustancias. Estas enzimas provocan cambios importantes en ciertos compuestos químicos de la sangre de la víctima, los cuales son la causa de trastornos que pueden ser mortales.
El mecanismo de la toxicidad es específico. La mayoría ejercen una acción en la sangre, hemolítica, coagulante o anticoagulante. Otros tienen su acción en el hígado o en el riñón, destruyendo las células. Algunos, como la saxitoxina y la tetrodotoxina, producen el bloqueo de la conducción en el nervio y en el músculo. Las dosis mortíferas de los venenos más activos son del orden de las centésimas de miligramo por kilo de peso corporal.